# Стара Юньча
Стара Юньча (пол. Stara Juńcza, нім. Alt Juncza) — село в Польщі, у гміні Черськ Хойницького повіту Поморського воєводства.
У 1975-1998 роках село належало до Бидгощського воєводства.